# Delpydora
Delpydora es un género con dos especies de plantas perteneciente a la familia de las sapotáceas. Es originario del África tropical.

## Especies seleccionadas
- Delpydora gracilis
- Delpydora macrophylla